# Stacy Kamano
Stacy Lee Kamano (født d. 17. september 1974 i Honolulu, Hawaii, USA) er en amerikansk skuespillerinde. Kamano er især kendt for sin medvirken i TV-serien Baywatch, hvori hun spillede livredderen Kekoa Tanaka.

## Uddannelse
Kamano var elev ved Kaiser High i 1992.

## Udvalgt filmografi
| År        | Titel                                                     | Rolle                | Note                 |
| --------- | --------------------------------------------------------- | -------------------- | -------------------- |
| 1999–2001 | Baywatch                                                  | Kekoa Tanaka         | 44 episoder          |
| 1999      | Search Party                                              | Celebrity contestant | TV serie, 2 episoder |
| 2000      | Hottie Boombalottie                                       | sig selv             | musikvideo           |
| 2003      | Baywatch: Hawaiian Wedding                                | Kekoa Tanaka         | TV film              |
| 2003      | Return to the Batcave: The Misadventures of Adam and Burt | Nghara Frisbie-West  | TV film              |
| 2003      | Hotlines                                                  | værtinde             | TV serie             |
| 2007      | The Bold and the Beautiful                                | Secretary Molly      | Episode #1.5015 =    |